# Salina (Utah)
Salina è una città degli Stati Uniti d'America, situata nello Stato dello Utah, nella Contea di Sevier.